# Дмитрієв Олександр Іванович
Олекса́ндр Іва́нович Дми́трієв (нар. 2 (14) жовтня 1878, Петербург — 2 грудня 1959, Ленінград) — російський та радянський архітектор та інженер, академік архітектури (з 1912), дійсний член Академії архітектури СРСР (1939).

## З життєпису
У 1900 році закінчив Інститут цивільних інженерів у Петербурзі, у 1903 — архітектурне відділення Академії мистецтв (майстерня Л. Бенуа). За проєкт концертної зали на 2,5 тис. глядачів набув звання класного художника 1-го ступеня.
У 1904—1959 рр. викладав у Ленінградському інженерно-будівельному інституті (до 1930 р. — Інститут цивільних інженерів).
Серед споруд:
- Нахімовське військово-морське училище в Санкт-Петербурзі (1908—1912),
- Корпус Адміралтійського суднобудівного заводу (1908—1912), у співавторстві з М. Дмитрієвим;
- Фельдшерське училище для Чорноморського флоту в Миколаєві (1913);
- Управління Південної залізниці в Харкові (1912—1914), у співавторстві з Д. Ракитіним;
- Дім кооперації в Харкові (1927—1930), у співавторстві з Оскаром Мунцем;

- Палац культури залізничників у Харкові (1931—1932)
- Верфі у Ревелі (1913—1917),
- Електроцентраль північно-східного Донбасу (1928—1930),
- Клуб-театр у Краматорську (1930),
- Міст у Красноярську (1956—61, у співавторстві).

Після 1948 р. спроектував низку типових споруд для районів багаторічної мерзлоти.